# 奥特罗 (托莱多省)
奥特罗，是西班牙卡斯蒂利亚-拉曼恰托莱多省的一个市镇。总面积30平方公里，总人口183人（2001年），人口密度6人/平方公里。